# Choe Su-hon
Choe Su-hon (* 7. Oktober 1939 in Heijō, früheres Japanisches Kaiserreich, heutiges Nordkorea) ist ein nordkoreanischer Politiker.
Im Jahre 2003 war er Vizeaußenminister. Am 26. September 2006 gab er eine Erklärung als Vorsitzender der nordkoreanischen Delegation bei der Generalversammlung der Vereinten Nationen ab.